# Chips au chocolat
Les chips au chocolat sont des snacks américains composés de chips qui ont été trempées dans du chocolat fondu ou du cacao, puis enrobées de chocolat. Elles sont utilisées comme grignotage, et sont également servies lors de fêtes ou de rassemblements en tant qu'amuse-gueule ou dessert, notamment dans le Dakota du Nord.

## Histoire
Ce type de chips existe depuis de nombreuses années, bien que les faits concernant sa création et son histoire soient contestés. Widman's Candy, fondée en 1885, a une longue histoire avec ce produit,,. Pendant de nombreuses années, ces friandises, appelées chippers, ont été fabriquées dans la région de Grand Forks, dans le Dakota du Nord, par Widman's, d'autres confiseries commerciales et à domicile,,,,.
Ils ont été introduits sur le marché à Chicago en 1985 par une société appelée Executive Sweets.